# Maia Varela
Maia Varela (ur. 6 czerwca 1994) – argentyńska lekkoatletka specjalizująca się w rzucie dyskiem.
Na początku kariery zdobyła, w roku 2010, srebrny medal mistrzostw Ameryki Południowej juniorów młodszych. W sezonie 2011 nie awansowała do finału mistrzostw świata juniorów młodszych oraz zajęła czwarte miejsce w mistrzostwach kontynentu południowoamerykańskiego juniorów. Odpadła w eliminacjach mistrzostw świata juniorów w Barcelonie oraz zdobyła brązowy krążek młodzieżowych mistrzostw Ameryki Południowej w São Paulo (2012). 
Rekord życiowy: 50,68 (29 czerwca 2013, Buenos Aires). 

## Osiągnięcia
| Rok  | Impreza                                     | Miejsce         | Pozycja           | Wynik |
| ---- | ------------------------------------------- | --------------- | ----------------- | ----- |
| 2010 | Mistrzostwa Ameryki Płd. juniorów młodszych | Santiago        | 2. miejsce        | 43,15 |
| 2011 | Mistrzostwa świata juniorów młodszych       | Lille Metropole | el. – 27. miejsce | 43,58 |
| 2011 | Mistrzostwa Ameryki Południowej juniorów    | Medellín        | 4. miejsce        | 43,71 |
| 2012 | Mistrzostwa świata juniorów                 | Barcelona       | el. – 18. miejsce | 42,50 |
| 2012 | Młodzieżowe mistrzostwa Ameryki Południowej | São Paulo       | 3. miejsce        | 47,31 |
| 2013 | Mistrzostwa panamerykańskie juniorów        | Medellín        | 3. miejsce        | 50,44 |
| 2013 | Mistrzostwa Ameryki Południowej juniorów    | Resistencia     | 2. miejsce        | 49,28 |